# NGC 6018
NGC 6018 este o galaxie lenticulară situată în constelația Șarpele. A fost descoperită în 19 martie 1787 de către William Herschel.